# Rheinischer Literaturpreis
Der Rheinische Literaturpreis, auch Rheinischer Dichterpreis, war ein Literaturpreis, der von 1935 bis 1943 vom Landeshauptmann der Rheinprovinz jährlich verliehen wurde.

## Geschichte
Ausgelobt wurde der Preis am 9. April 1935 durch den Landeshauptmann der Rheinprovinz, Heinz Haake, NSDAP. Auf Veranlassung der Schriftstellergruppe Düsseldorf in der Reichsschrifttumskammer fand vom 26. bis 28. Oktober 1935 eine „Rheinische Dichtertagung“ in Düsseldorf und Krefeld statt. Solche Tagungen wurden seit der informellen Gründung des Bundes rheinischer Dichter, die 1926 in Koblenz stattgefunden hatte, jährlich abgehalten und galten im Rheinland als bedeutendes gesellschaftliches und kulturpolitisches Ereignis. Zum Auftakt dieser Tagung wurde der Preis von dem Landeshauptmann Haake im Ständehaus der Rheinprovinz am 26. Oktober 1935 zum ersten Mal verliehen. Die Anknüpfung an die „Rheinische Dichtertagung“ und damit an die Dichterbund-Idee wurde in den Folgejahren schrittweise zugunsten einer eigenständigen Veranstaltung mit Selbstdarstellung der nationalsozialistischen Kulturpolitik aufgegeben. Nachdem die Preisverleihung 1936 im Stadttheater Düsseldorf stattgefunden hatte, legte Landeshauptmann Haake 1937 fest, dass der Gürzenich in Köln, der „Hauptstadt des Rheinlandes“, der Ort aller künftigen Preisverleihungen sein solle. 
Die Auszahlung des Preises erfolgte jährlich zum 1. Dezember. Der Preisträger wurde von einem Beirat vorgeschlagen, dessen zehn Mitglieder gemäß Stiftungsurkunde folgende Personen waren:
- die Landesstellenleiter des Ministeriums für Volksaufklärung und Propaganda in den Gauen Düsseldorf, Essen, Köln-Aachen und Koblenz-Trier
- ein Leiter eines Gauverbandes Deutscher Schriftsteller, der von den vier Verbandsgauleitern vorgeschlagen wurde
- der Leiter der Reichsstelle zur Förderung Deutschen Schrifttums
- die Leiter der Staatlichen Beratungsstellen für volkstümliche Bibliotheken in Wuppertal und Köln
- zwei Schriftsteller, die von dem Landeshauptmann jährlich in den Beirat berufen wurden

Abweichend von dieser Regelung nahmen auch der Gauleiter der Deutschen Arbeitsfront und der Bannführer der Hitlerjugend für das Gebiet Niederrhein-Ruhr an den Beiratssitzungen teil. Der Landeshauptmann war an den Vorschlag des Beirats nicht gebunden. Er konnte den Preis nach eigenem Ermessen verleihen oder die Verleihung aussetzen.
In den Jahren 1933 bis 1938 kam es zu einer „Inflation von Literaturpreisen“. Das Börsenblatt des deutschen Buchhandels zählte über 50 Preise, die in dieser Zeit ins Leben gerufen worden waren. Dies erzeugte im Propagandaministerium von Joseph Goebbels großen Unmut. Am 26. April 1938 ließ er verlauten, dass er „die bestehenden Preise nach einheitlichen Gesichtspunkten zu ordnen“ gedenke. Bereits am 24. August 1937 hatte er klargestellt, dass „die Verleihung von Kunstpreisen aus öffentlicher Hand meiner Zustimmung bedarf und daß mir zu diesem Zweck jeweils rechtzeitig vor einer Verleihung Mitteilung über die Person des in Aussicht genommenen Preisträgers zu machen ist“. Dadurch verlor Landeshauptmann Haake seine bis dahin bestehende absolute Entscheidungskompetenz über den Literaturpreis. Entsprechend dieser Anordnung holte der Provinzialverwaltungsrat Dr. phil. Hans Kornfeld die erforderlichen Zustimmungen des Goebbels-Ministeriums ein. Die jeweils beabsichtigten Preisverleihungen waren jedoch niemals gefährdet, vielmehr erfreute sich der Preis der besonderen Gunst des Reichspropagandaministers.

## Preisträger
| - 1935: Heinrich Lersch - 1936: Josef Ponten - 1937: Wilhelm Schäfer - 1938: Heinz Steguweit - 1939: Hermann Stegemann | - 1940: Curt Langenbeck - 1941: Wilhelm Schmidtbonn - 1942: Otto Brües - 1943: Ernst Bertram |